# ローウレ
ローウレ（伊: Roure）は、イタリア共和国ピエモンテ州トリノ県にある、人口約800人の基礎自治体（コムーネ）。

## 地理

### 位置・広がり

#### 隣接コムーネ
隣接するコムーネは以下の通り。
- ブッソレーノ
- コアッツェ
- フェネストレッレ
- マッセッロ
- マッティエ
- ペローザ・アルジェンティーナ
- ペッレーロ
- サン・ジョーリオ・ディ・スーザ

## 行政

### 分離集落
ローウレには、以下の分離集落（フラツィオーネ）がある。
- Balma, Borgata Bourcet, Castel del Bosco, Roreto, Villaretto